# Diaprepesilla dimorpharia
Diaprepesilla dimorpharia är en fjärilsart som beskrevs av Felix Bryk 1948. Diaprepesilla dimorpharia ingår i släktet Diaprepesilla och familjen mätare. Inga underarter finns listade i Catalogue of Life.